# Hoyos del Espino
Hoyos del Espino egy község Spanyolországban, Ávila tartományban. Hoyos del Espino Arenas de San Pedro, Guisando, El Hornillo, Navarredonda de Gredos, San Martín de la Vega del Alberche, Hoyos del Collado és Navacepeda de Tormes községekkel határos. Lakosainak száma 344 fő (2024).

## Nevezetességek
Hoyos del Espino egyike annak a három községnek, amelyeknek a hármas határán emelkedik a Gredos-hegység legmagasabb csúcsa, a Pico Almanzor.

## Népesség
A település népessége az utóbbi években az alábbiak szerint változott:
| Lakosok száma | 437  | 451  | 463  | 469  | 444  | 389  | 391  | 383  | 371  | 344  |
|               | 2001 | 2004 | 2006 | 2009 | 2011 | 2014 | 2016 | 2019 | 2021 | 2024 |